# 沿海州 (カナダ)

カナダ沿海州（赤色部分）

沿海州（えんかいしゅう、英語: The MaritimesまたはMaritime Provinces）は、カナダの最東部の州であるニューブランズウィック州、ノヴァスコシア州、プリンスエドワードアイランド州の総称である。
その北に接するニューファンドランド・ラブラドール州 を含めると、カナダ大西洋州と呼ばれる。

## 参照項目
- ロシアの沿海州
- カナダ大西洋州